# Сладжана Голич
Сладжана Голич (12 лютого 1960) — югославська баскетболістка.
Срібна призерка Олімпійських Ігор 1988 року, учасниця 1984 року.
Переможниця літньої універсіади 1987 року, бронзова призерка 1983 року.
Срібна призерка Чемпіонату світу 1990 року.
Срібна призерка Чемпіонату Європи 1987, 1991 років.